# Самнёнсансон
Самнёнсансон (хангыль — 삼년산성 , ханча — 三年山城 , буквально «Трёхлетняя горная крепость») — руины крепости и вала времён царства Силла. Руины расположены на территории современного округа Поын в Южной Корее.

## История
Сооружение крепости началось в 470 г. Крепость была перестроена в 486 г. В период Трёх корейских царств город Поынып, расположенный в 2 км от крепости, был известен под названием Самнёнгын или Самнёнсангын; предполагается, что крепость получила своё название от этого города. С другой стороны, «Самгук саги» сообщает, что крепость была сооружена за три года (кор. «сам нён»), в честь чего и получила своё название; отсюда следует полагать, что скорее близлежащий город был назван в честь крепости, чем наоборот. «Анналы династии Чосон» указывают, что крепость была известна под названием Очон Сансон и использовалась во времена династии Чосон, вероятно, ввиду своего удобного положения близ горы Очонсан.
В конце 7 в. царство Силла использовало крепость как базу для атак на Пэкче, расположенное к западу, а также готовило в ней походы на север в Когурё. Крепость играла ключевую роль в обеспечении безопасности долины реки Хан, центральной части Корейского полуострова. Считается, что в 918 г. крепость не смог взять Ван Гон, первый король Когурё.
В ходе проведенных в 1983 г. раскопок были обнаружены артефакты времён от Трёх царств до династии Чосон. Вокруг крепости обнаружены тысячи захоронений. Ещё одной особенностью крепости является наличие гравированных каллиграфических надписей на валуне у входа, которые, по преданию, выгравировал Ким Сэн.

## Характеристика
Периметр крепостной стены, согласно разным источникам, составляет от 1680 до 1880 метров в длину. Стена выложена чередующимися горизонтальными и вертикальными слоями тонких плоских камней, благодаря чему стена весьма прочна.
Стены крепости, сооружённые на вертикальных скалистых утёсах, в сочетании с ними образуют непроходимую преграду высотой от 13 до 20 метров. Ширина стен варьируется от 5 до 8 метров. Вдоль каменных стен сооружались земляные валы.
В состав крепостного комплекса входят 4 ворот, 7 наблюдательных бастионов, 2 пропускных пункта и 5 колодцев. Четверо ворот, расположенных на примерно равном расстоянии друг от друга, имеют длину около 4,5 м. Наблюдательные бастионы (онсон) были размещены в наиболее уязвимых для атак местах, их высота составляла 8,3 метра, а периметр — 25 метров. Внутри крепости ранее находился большой пруд — он использовался как источник воды. В настоящее время сохранилась лишь впадина от пруда.
Крепость представляет исторический интерес как образец строительных технологий Силла конца 5 в. Это типичный образец корейской горной крепости стиля теймыи (крепость, стены которой построены вокруг пика горы).
Крепость выдвинута правительством Южной Кореи в список кандидатов на включение в объекты Всемирного наследия ЮНЕСКО. Хотя до настоящего времени сохранились фрагменты старой крепостной стены, в настоящее время проводится её масштабная реконструкция. Крепость также является Историческим памятником Южной Кореи № 235.